# 新居浜市消防本部
新居浜市消防本部（にいはまししょうぼうほんぶ）は、愛媛県新居浜市の消防部局（消防本部）。管轄区域は新居浜市のうち別子山地区を除く地域。別子山地区の常備消防事務は四国中央市消防本部に委託している。

## 概要
- 消防本部： 新居浜市一宮町一丁目5番1号
- 管内面積：234.30km2
- 職員数：127人
- 消防署2カ所、分署1カ所

### 主力機械
2017年4月1日現在
- 消防ポンプ自動車：5
- 水槽付消防ポンプ自動車：2
- 化学消防自動車：2
- 水槽車：1
- はしご付消防自動車：2
- 救助工作車：2
- 救急自動車：5
- 指揮車：1
- 警防車：1
- 資機材搬送車：3
- 人員輸送車：1
- 指令車：1
- 火災原因調査車：1
- 広報車：2
- 消火・通報訓練指導車：1

## 沿革
- 1949年4月 新居浜市消防本部、消防署を設置する。
- 1957年10月 川東地区神郷に消防署川東出張所を新設する。
- 1959年5月 一宮町一丁目5番1号に消防庁舎が完成する。
- 1960年10月　上部地区泉川町に消防署上部出張所を新設する。
- 1974年4月 消防署上部出張所が消防署上部分署に昇格する。
- 1979年4月 消防署川東出張所及び水防倉庫が新築落成する。
- 1980年4月 消防署川東出張所が消防署川東分署に昇格する。消防署上部分署及び水防倉庫が新築落成する。
- 1983年3月 消防本部・消防署を増改築する。
- 1986年1月 消防署川東分署庁舎を増改築する。
- 1992年2月 機構改革により、消防署上部分署を南消防署に昇格し、従来の消防署を北消防署、消防署上部分署を北消防署上部分署に改称する。
- 2003年4月 新居浜市と宇摩郡別子山村が合併し新たな新居浜市が発足する。別子山地区における消防事務は宇摩地区広域市町村圏組合に委託する。

## 組織
- 本部 - 総務警防課、予防課、通信指令課
- 消防署

## 消防署
| 消防署   | 住所                 | 分署                      |
| -------- | -------------------- | ------------------------- |
| 北消防署 | 一宮町一丁目5番1号   | 川東：松神子一丁目8番20号 |
| 南消防署 | 喜光地町一丁目5番9号 | なし                      |